# موسوعة بيرز
موسوعة بييرز (Pears' Cyclopaedia) هي موسوعة من كتاب واحد صدرت في المملكة المتحدة اطلقها Pears' Soap باسم Pears' Shilling Cyclopaedia في ديسمبر 1897. كل طبعة من الموسوعة تحتوي على اطلس مصغر و gazetteer, وقائمة بالاحداث مرتبى ترتيبا زمنيا للاحداث وقائمة من الشخصيات البارزة (الماضي والحاضر)، وهي موسوعة مصغرة للمعلومات العامة في مواضيع عامة كثيرة مثل السينما الميثولوجيا الكلاسيكية الاحداث الجارية الجوائز الفضاء الافكارالحدائق وغيرها
منذ عام 1953 تم نشرها سنويا. الطبعة الأخيرة (2015-2016) هي الطبعة ال 124، التي نشرت في أغسطس عام 2015. وكان لسنوات عديدة نشرتها بيلهام للكتب. لكن حاليا يتم نشرها من دار بنجوين للنشر  
خلال الخمسينات فازت الموسوعة ب Silver Pears' Trophy 